# When Eagles Strike
When Eagles Strike è un film statunitense del 2003 diretto da Cirio H. Santiago.

## Trama
I soldati americani e i marines filippini si alleano per salvare un senatore americano rapito dai terroristi e imprigionato su un'isola malese.